# デスゾーン
デスゾーン（英語: death zone）とは、人間が生存できないほど酸素濃度が低い高所の領域を指す登山用語。
標高が8,000mでは、空気中の酸素濃度は地上（海抜ゼロメートル地帯）の約3分の1となる。この領域は、ヒマラヤ山脈の8000メートル峰に挑戦する登山家から「デスゾーン」と呼ばれている。デスゾーンでは人体は高所順応せず、酸素が補充されるよりも早く酸素の蓄えを消費する。酸素ボンベなしでデスゾーンに長時間滞在すると身体機能の悪化や意識の低下が起こり、最終的には死に至る。
「デスゾーン」という言葉は、1952年にスイス人医師エドゥアール・ヴィース・デュナンの著書において、初めて用いられた。

## 関連図書・映画
- アナトリ・ブクレーエフ（ロシア語版、英語版）著『デス・ゾーン8848M エヴェレスト大量遭難の真実』 角川書店、1998年、ISBN 4-04-791304-9
- 『デス・ゾーン 奇跡の生還（英語版）』 アメリカ映画、2000年、マイケル・スィッツァ（英語版）監督